# HD 199098
HD 199098，又名BD+44 3617，SAO 50182、HR 8003，是一颗恒星，视星等为5.45，位于銀經85.52，銀緯0.31，其B1900.0坐标为赤經20h 49m 48.9s，赤緯+44° 0.31′ 10″。